# (536919) 2015 FL345
(536919) 2015 FL345 est un objet transneptunien de magnitude absolue 5,9. 
Son diamètre est estimé à 340 km, ce qui pourrait le qualifier comme candidat au statut de planète naine.